# خروپف
خُروپُف یا خُرناس (به انگلیسی: Snoring) لرزش مجرای تنفسی و به تبع آن ایجاد صدا به خاطر بسته‌شدن مسیر هوا در هنگام تنفس به هنگام خواب است. در بعضی از موارد خروپف صدای کمی دارد ولی اکثراً ناخوشایند و بلند است. خروپف ممکن از علائم وقفه تنفسی در خواب باشد.
آمارهای متفاوتی وجود دارد اما حداقل ۳۰٪ بزرگسالان و گاهی تا ۵۰٪ خروپف می‌کنند. یک تحقیق بر روی ۵٬۷۱۳ آمریکای نشان داد که ۲۴٪ مردان و ۱۳.۸٪ زنان خروپف می‌کنند که در میان افراد بین ۶۰ تا ۶۵ سال به ۶۰٪ (مردان) و ۴۰٪ (زنان) می‌رسد.

## دلایل
به طور عمومی اندام درگیر زبان کوچک و نرم‌کام هستند. علت آن می‌تواند یکی از موارد زیر باشد:
- ضعف گلو که در هنگام خواب بسته می‌شود؛
- فک جابجاشده که تنش در عضلات به وجود می‌آید؛
- چربی دور گلو؛
- بسته شدن مسیر بینی؛
- وقفه تنفسی در خواب؛
- الکل یا دیگر داروها باعث آرام شدن عضلات گلو شوند؛
- به پشت خوابیدن که ممکن است منجر به افتادن زبان روی مجرای تنفسی شود.
- افزایش وزن باعث افزایش فشار داخل شکم میشود
- حساسیت فصلی
- استرس زیاد